# Geek

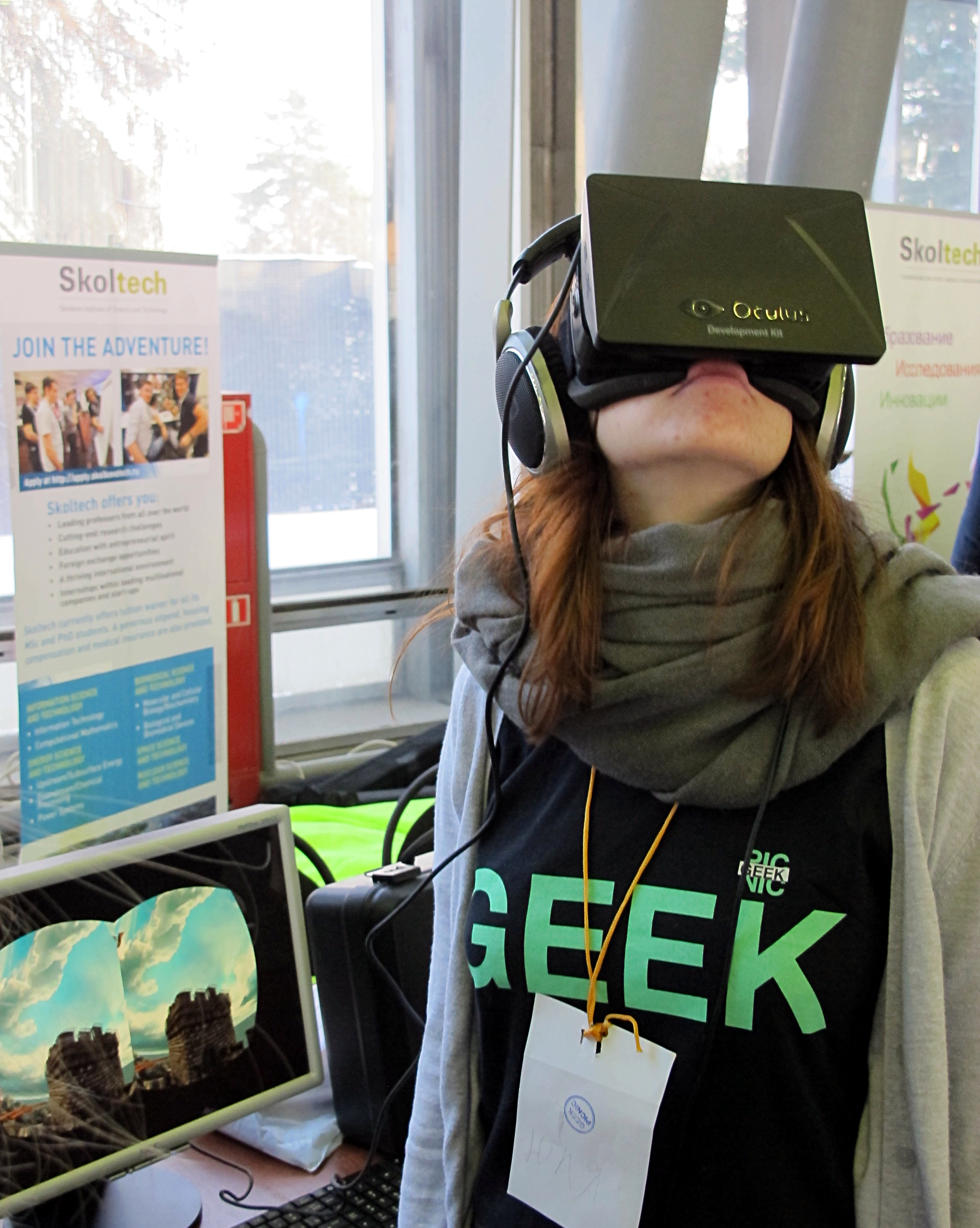
Una ragazza in abbigliamento "geek" a Mosca.

Geek (pronuncia: /ɡiːk/, ghiic) è un termine inglese originariamente utilizzato per descrivere persone eccentriche; nell'uso corrente, la parola connota tipicamente un esperto, un appassionato o un ossessionato da un hobby o una ricerca intellettuale, nato con un significato dispregiativo riferibile ad un individuo percepito come eccessivamente intellettuale, fuori moda o noioso, ma successivamente il termine è stato rivalutato andando a delineare un movimento culturale.

## Storia
L'origine del termine viene fatta risalire al termine dialettale inglese geck (sciocco), che si ritrova anche nel tedesco Geck o Jeck  (di cui la seconda è la variante renana, molto diffusa in ambito carnevalesco) e nell'olandese gek, col significato di pazzo, stupido, balordo. Nel XIX secolo il termine indicava una persona che inghiottiva animali vivi, insetti, eccetera, come forma di spettacolo nell'ambito di fiere e feste.
La parola passò di moda, salvo poi venire ripresa alla fine del XX secolo. A volte i sistemisti vengono detti geek, dalla frase Eating bugs for a living ("procurarsi da vivere mangiando insetti") riferendosi al fatto che essi danno spesso la caccia agli errori insiti nei programmi detti in gergo "bugs" o "bachi".

## Utilizzo del termine
Alcuni usano il termine autoreferenzialmente senza malizia o come fonte di orgoglio, spesso riferendosi semplicemente a "qualcuno che è interessato a un argomento (di solito intellettuale o complesso) per il proprio interesse". Come molti nuovi neologismi, a seconda del contesto e della competenza del parlante il termine geek può assumere diversi significati. Se una persona si autodefinisce "geek", intende la prima delle seguenti definizioni; le altre sono generalmente date da persone esterne.
- Una persona che è interessata alla tecnologia, specialmente all'informatica e ai nuovi media. Molti hacker non vogliono essere chiamati geek, ma nel linguaggio comune le due parole possono essere facilmente interscambiate.
- Una persona con una devozione verso qualcosa in un modo che la dispone fuori dal comune.

Esistono diversi tipi di geek. Il geek informatico è il più noto, ma per estensione ogni campo di studi e molte realtà culturali hanno i loro geek. Per esempio esistono geek in politica, geografia, scienze naturali, astronomia, musica, storia, linguistica, sport, ma anche tra i giocatori di ogni genere, tra i radio-amatori, tra gli appassionati della serie televisiva Star Trek, chiamati trekkie o trekker, e in molti altri ambiti ancora.
Il termine geek ha sempre avuto una connotazione negativa nella società in generale, infatti essere descritti come geek tende a essere un insulto. Il termine recentemente è diventato meno spregiativo, o persino un titolo onorifico in particolari campi o culture; ciò è particolarmente evidente nelle discipline tecniche, dove la parola è ora più che altro un complimento che indica straordinarie abilità.

## Keeg
Keeg è il contrario della parola geek (letto da destra verso sinistra), ed è un termine che indica una totale inabilità o intolleranza verso la tecnologia. In senso lato anche una intolleranza verso il web e verso le persone che con maestria usano e amano gli strumenti innovativi (geek). 
In italiano viene a volte tradotto ironicamente con il termine "tecnoleso" oppure "utonto" (utente tonto).
La parola può anche sostituire la parola dummy (es.: libri "for dummies"). La differenza tra i due lemmi è che dummy (in italiano "imbranato") è una condizione temporanea, mentre il keeg tende a essere una condizione di scelta.